# Пежо 206
„Пежо 206“ (Peugeot 206) е модел малки автомобили (сегмент B), произвеждан между 1998 и 2013 година от френския автомобилен конструктор „Пежо“.
За пръв път „Пежо 206“ се появява на пазара през 1998 оборудван с двигател с обем 1400 cm³ и мощност 75 к.с. Наследникът на „Пежо 205“ има първоначално две модификации – хечбек с 3 и 5 врати. За една година диапазонът от двигатели се разширява, а „Пежо 206“ за кратко време се превръща в голям търговски успех. В края на 1999 на пазара се появява и спортен вариант – „Пежо 206 S16“, който е само с три врати и е оборудван с двулитров бензинов двигател с мощност 137 к.с. Доволни от успешните продажби, производителите разширяват гамата на оборудване, като през 2000 година вече е налице високо ниво на оборудване „Ролан Гарос“, по името на известния френски тенис турнир. През 2001 година е пуснат вариант кабриолет – „Пежо 206CC“ (от „coupé cabriolet“).
През 2003 година семейството на „206“ получава обновен дизйан, който включва многобройни новости: кристални фарове, решетката на предната броня е увеличена като при някой модели е въведена решетка тип "'пчелна пита", положението на лампите в стоповете е разменено, задната емблема е качена на багажника, вграден е активен борд компютър, някои пластмаси са променени и изборът на тапицерията на седалките се увеличава за пореден път. През същата година двигателят 1,6 8V и мощност 90 к.с. е заместен с 16 клапанов агрегат с мощност 110 к.с. През март 2002 г. започва производството на версия на 206 SW ("Спортно комби") като първоначално модела се произвежда в Рейтън, а по-късно прозводството е преместено в Поаси. Моделът има подсилена задна ос, за да поддържа излишното тегло. До края на производството му са произведени 366 000 бройки. Продажбите на стария континент приключват през юли 2006 г., след като 206 SW беше заменено от 207 SW. В Южна Америка, производството на комби версията продължава под 206+ с леко преработена задна част (наричано там 207), успоредно с него се продава и модела на комби версията с обозначение "Escapade" (бягство), различаваща се по вдигнатото окачване.
През 2003 година излиза и топ-моделът „Пежо 206 RC“ – хечбек с 3 врати, оборудван с доразработения двулитров двигател познат от „Пежо 206 S16“, максималната мощност е от 177 к.с., заради нова електроника, удължена първа предавка на 5-степенната механична скоростна кутия, нови всмукателни колектори, постоянно включено VVT и 17-цолови джанти. Стандарт за модела са също и спортен салон, черни лачени странични огледала, спойлер на задната врата, алуминиева капачка на резервоара и спортен накрайник на ауспуха.
През 2006 г. в Иран е представен модел седан, като той е проектиран съвместно от Peugeot Design Center за Iran Khodro и е петата и последна версия на моделите Пежо 206. Модификацията на седана  се изнася и в други страни, включително Русия, Украйна, Турция, Румъния, България и Алжир, Сърбия, Черна гора и Македония. Версията се произвежда и в Бразилия от октомври 2008 г., с предницата на 206+ и се продава като 207. (не е свързано с 207, продавани в Европа). Продажбите на тази версия са прекратени през първото тримесечие на 2015 г. Този модел се предлагаше и в останалата част от Латинска Америка, включително в Чили, Аржентина, Уругвай, Колумбия, Еквадор или Мексико. Версията на седан се произвежда и предлага също и в Малайзия и Китай  като 207.
„Пежо 206“ се превръща в най-продавания модел в историята на „Пежо“, като са произведени около 10 милиона броя. Заместващият модел „Пежо 207“ е пуснат в продажба през 2006 година, но въпреки това „Пежо 206“ дълго време продължава да се произвежда успоредно с него, като на някои пазари се продава като „Пежо 206+“ или „Пежо 207“.